# Carlo Giuseppe Vespasiano Berio
Carlo Giuseppe Vespasiano Berio (Genova, 30 gennaio 1713 – Genova, 26 novembre 1794) è stato un presbitero, abate e bibliotecario italiano, fondatore della Biblioteca civica Berio.

## Biografia
È considerato tra gli uomini più eruditi della Genova del suo tempo.
Nella seconda metà del Settecento Berio raccolse ben 16.000 volumi, tra i quali molti manoscritti, incunaboli e anche opere scientifiche.
Il lavoro del Berio risponde a un forte interesse per la scienza, interesse che lo aveva indotto ad allestire anche un laboratorio per esperimenti, soprattutto di fisica, attrezzato con apparecchiature e strumenti all'avanguardia (9 luglio 1778).
È stato sepolto nella Basilica della Santissima Annunziata del Vastato.